# Anacridium moestum
Anacridium moestum är en insektsart som först beskrevs av Jean Guillaume Audinet Serville 1838.  Anacridium moestum ingår i släktet Anacridium och familjen gräshoppor. Inga underarter finns listade i Catalogue of Life.